# گروه هتل‌های هما
گروه هتل‌های هما شرکتی خدماتی در ایران است که دارای تعدادی هتل پنج ستاره در شهرهای مختلف ایران می‌باشد. این مجموعه، تا سال ۱۳۹۱ جزئی از هواپیمایی جمهوری اسلامی ایران، ایران ایر بود و در سال ۱۳۹۱ سازمان تأمین اجتماعی مالک ۱۰۰ درصد سهام این گروه شد. این شرکت در سال ۱۳۵۷ توسط دولت ایران تأسیس شد و اداره مجموعه‌ای از هتل‌های مصادره شده را بر عهده گرفت. این گروه در حال حاضر دارای پنج هتل با بیش از ۸۰۰ اتاق در چهار شهر مختلف ایران است.

## هتل‌ها

### هتل هما، تهران
این هتل پنج ستاره در خیابان ولیعصر تهران بالاتر از میدان ونک قرار گرفته‌است و دارای ۱۷۷ اتاق و سوئیت می‌باشد. هتل هما تهران قبل از انقلاب زیرمجموعه هتل‌های شرایتون بود و بعد از انقلاب ملی اعلام شد و در اختیار دولت درآمد.

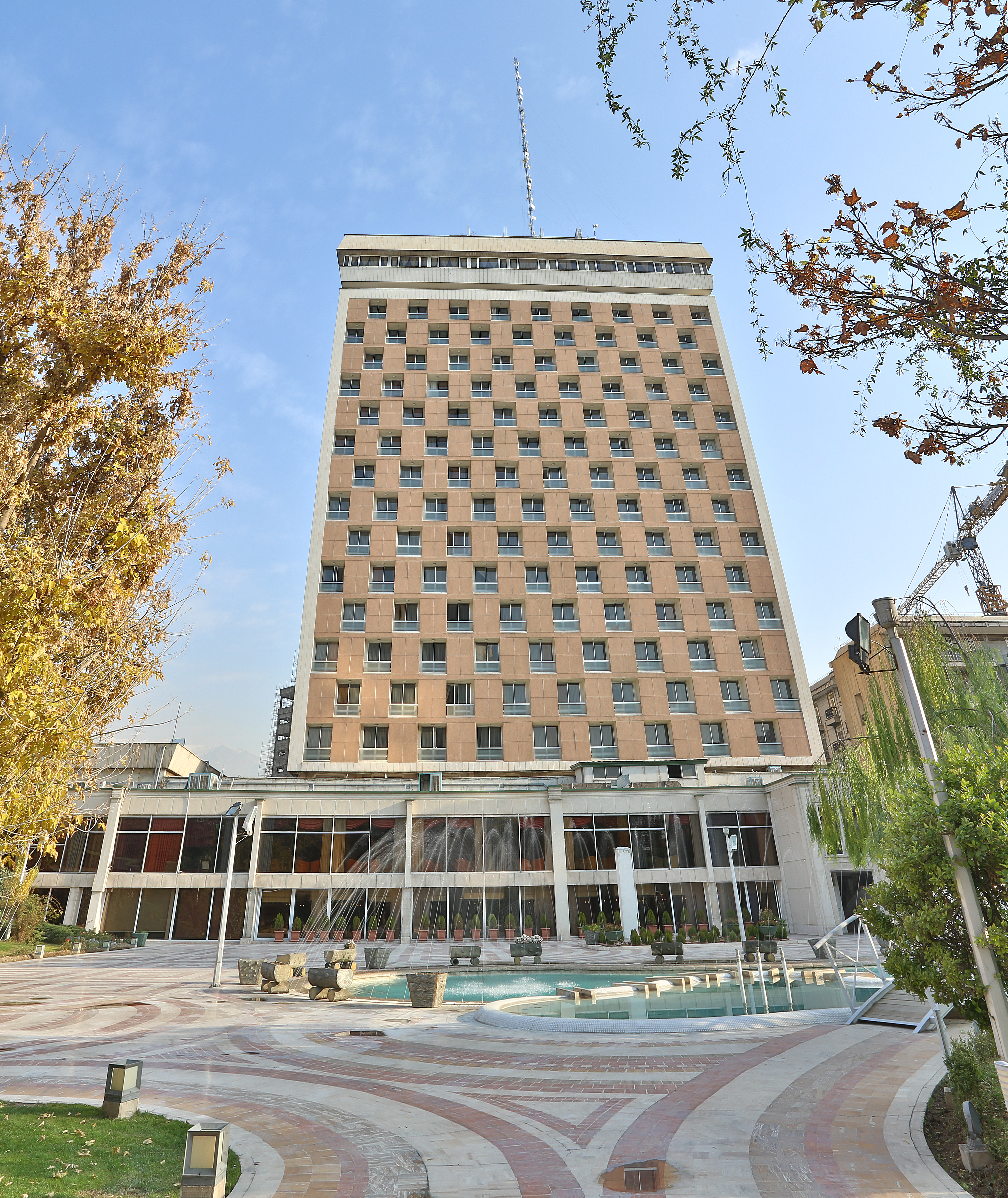
هتل هما تهران

معماری این بنا از آثار معمار آمریکایی ولتون بکت و شرکت معماری او الربی بکت است. هتل همای تهران، واقع در میدان ونک، با فاصله کوتاهی از شاه راه‌ها دسترسی به مراکز فرهنگی، سیاسی و اقتصادی تهران را در کم‌ترین زمان ممکن میسر ساخته‌است. شما می‌توانید پیاده تا مراکز خرید ونک قدم زده و به آسانی به ولیعصر، تاریخی‌ترین و زیباترین خیابان شهر که شمال و جنوب شهر را به یکدیگر متصل می‌کند، دسترسی پیدا کنید.

### هتل هما ۱، مشهد
هتلی قدیمی که پیش از انقلاب در مشهد (خیابان احمدآباد) ساخته شده و زیرمجموعه هتل‌های هایت قرار داشت.

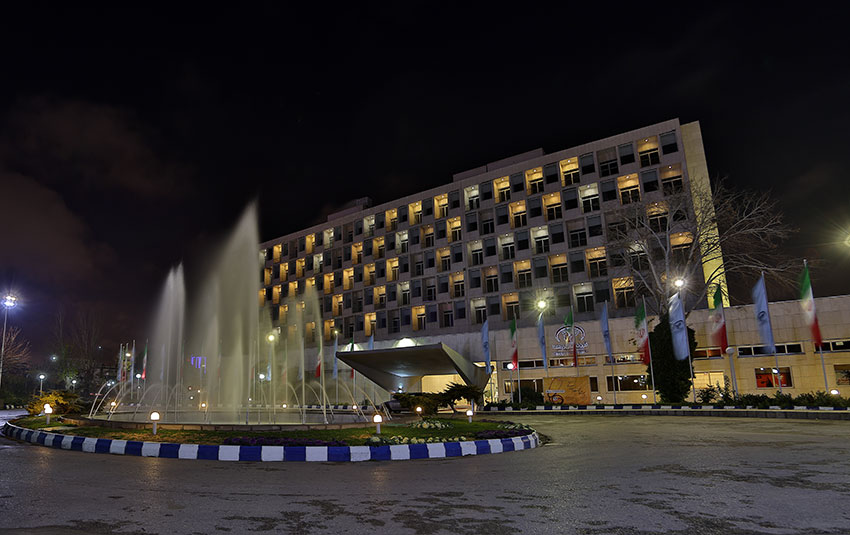
هتل هما ۱ مشهد (هایت سایق)

### هتل هما ۲، مشهد
دومین هتل هما شهر مشهد و تنها هتل از خانواده هما است که بعد از انقلاب ایران (۱۳۵۷) ساخته شده و مصادره‌ای نبوده‌است. این هتل دارای ۲۰۶ اتاق و سوئیت بوده که اکثر آن‌ها در سال ۱۳۹۵ مورد بازسازی قرار گرفتند. هتل هما ۲ مشهد یکی از دنج‌ترین هتل‌های مشهد بوده که به نسبت دیگر هتل‌های این شهر کمی دور تر از شلوغی قرار گرفته‌است

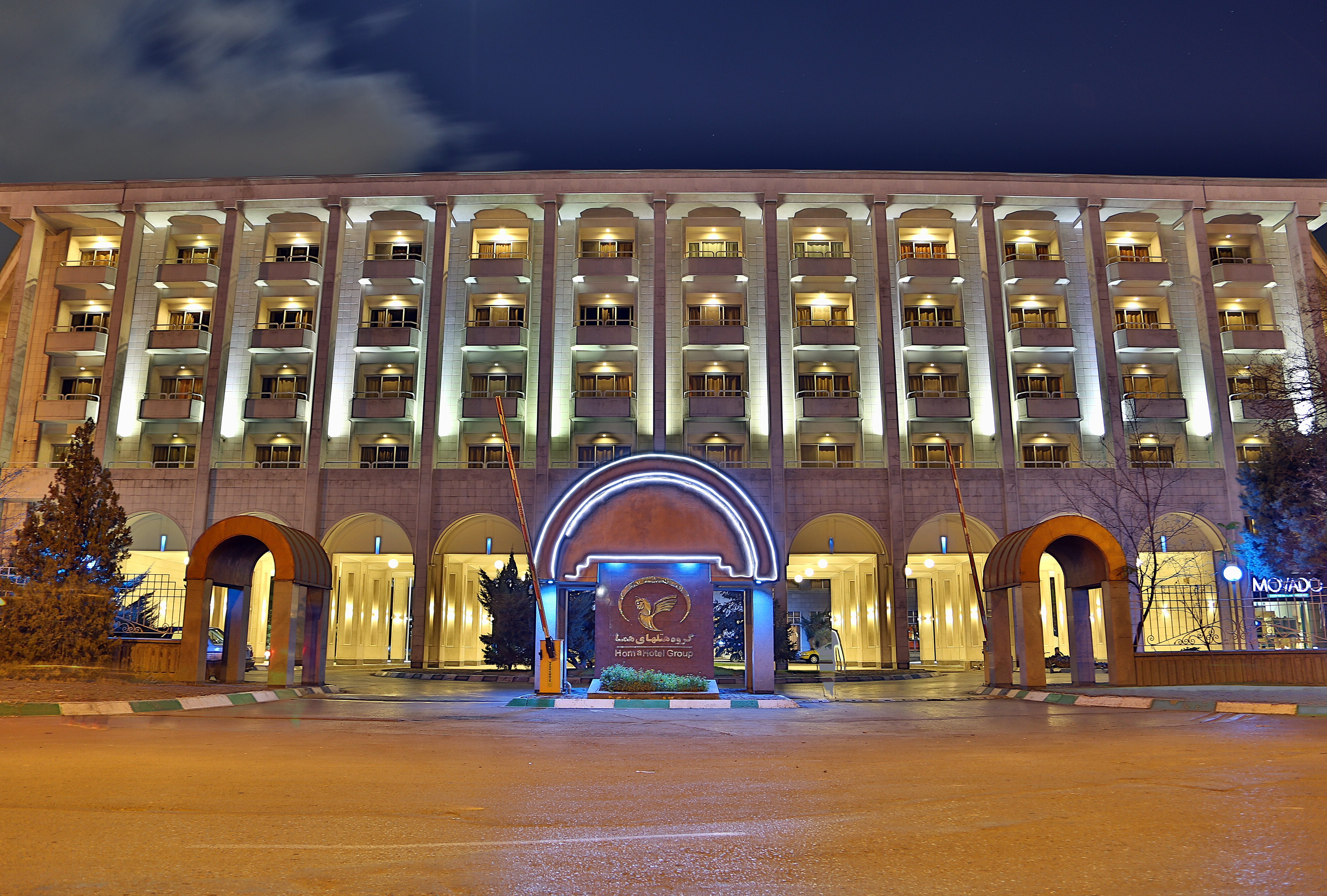
هتل هما ۲ مشهد

### هتل هما، شیراز
هتل هما شیراز دارای ۲۳۲ اتاق، سوئیت و آپارتمان است.

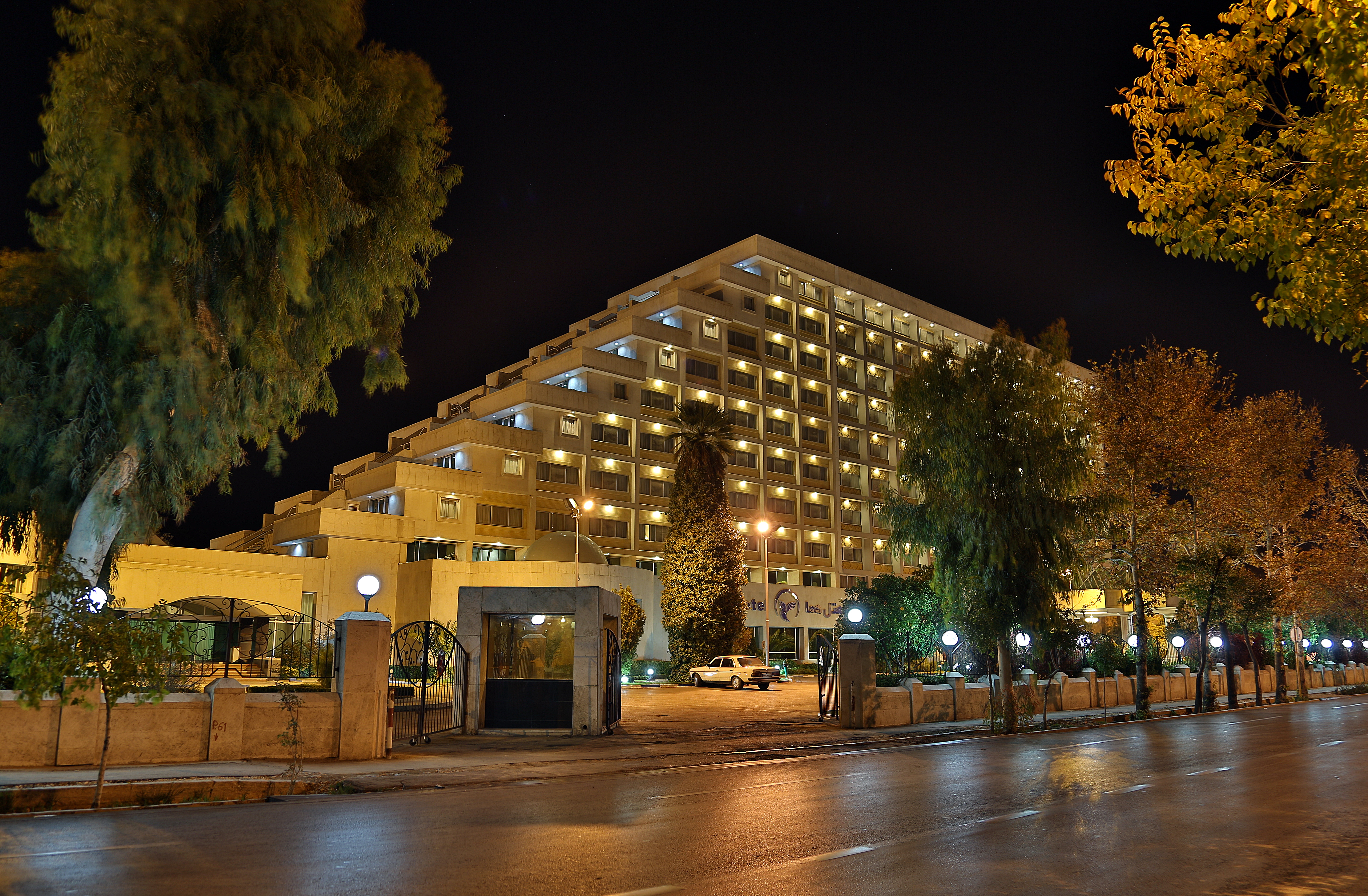
هتل هما شیراز

### هتل هما، بندرعباس
هتل هما بندرعباس دارای ۱۸۷ اتاق و سوئیت است.

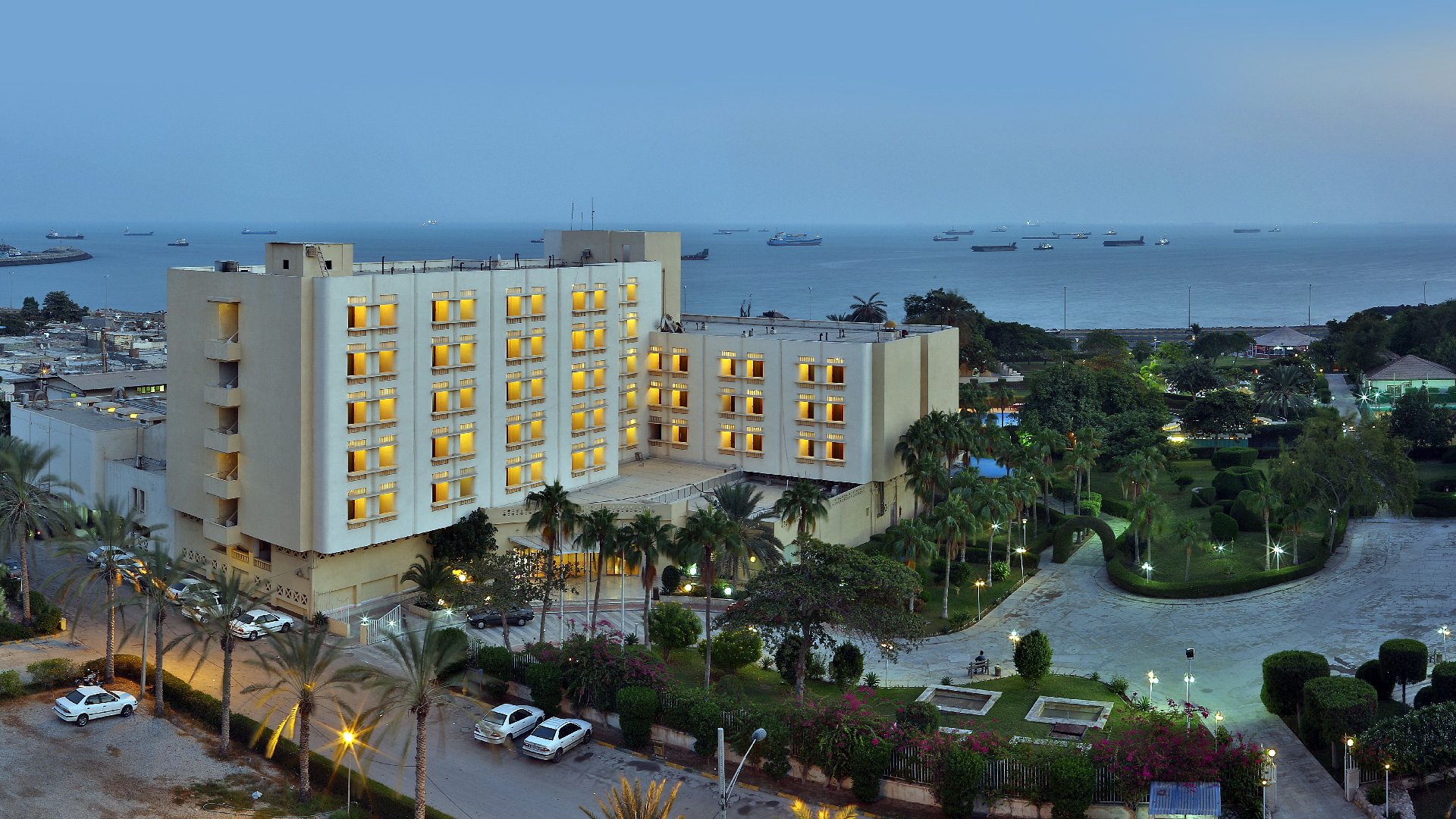
هتل هما بندرعباس